# Drapeau de la Jamaïque
Le drapeau jamaïcain présente une croix de Saint-André, dite en « sautoir », dont les extrémités échouent aux quatre coins du drapeau. Les diagonales jaunes forment ainsi quatre triangles : de couleur verte dans les parties supérieure et inférieure et de couleur noire près de la hampe et du battant. La croix aurait été ajoutée afin de distinguer la version première du drapeau (bandes horizontales verte, jaune et noire) du drapeau du Tanganyika, région constituant aujourd'hui la majeure partie de la Tanzanie.
Adopté en 1962 lorsque le pays accède à l'indépendance dans le cadre du Commonwealth britannique, le drapeau de la Jamaïque exprime officiellement son symbolisme dans la phrase « Hardships there are but the land is green and the sun shineth », c'est-à-dire : « Nous connaissons les privations, mais la terre est verte et le soleil brille ».
La couleur noire représente la force et la créativité du peuple. La couleur jaune représente les richesses naturelles et la splendeur du soleil. La couleur verte symbolise à la fois les ressources naturelles et l'espoir.

## Pavillon naval

Pavillon naval.

Le pavillon utilisé par la marine jamaïcaine est calqué sur le White Ensign, hérité de l'époque coloniale.

Il est composé d'une croix de Saint-Georges rouge sur un fond blanc avec dans le canton le drapeau de la Jamaïque.

## Drapeaux coloniaux
La Jamaïque est longtemps une colonie anglaise. Son premier drapeau date de 1875. De façon classique, celui-ci est basé sur le Blue Ensign avec sur le battant, les armoiries simplifiées dans un disque blanc. Le premier blason est constitué d'un écu surmonté d'un crocodile. Celui-ci évoluera en 1906 où apparaissent de chaque côté deux Arawaks.
Après 1957, la Jamaïque fait partie de la Fédération des Indes occidentales et seules des modifications mineures seront apportées (heaume et changement de devise).

1875-1906
1906-1957
1957-1962
1962